# 가브리엘 아리아스 (야구 선수)
가브리엘 드헤수스 아리아스(스페인어: Gabriel DeJesus Arias, 1989년 12월 6일 ~ )는 도미니카 공화국의 야구 선수이자, 현 멕시코 멕시칸 리그 페리코스 데 푸에블라의 선수이다. 대마초 양성판정이 나온 디에고 고리스의 대체선수로 2020년 하계 올림픽 야구 도미니카 공화국 야구 국가대표팀에 발탁되었다. 3ㆍ4위전에서 승리하며 동메달을 획득했다.